# Екимов, Артём Александрович
Артём Александрович Екимов (род. 27 марта 1986 года, село Верхнеусинское, Ермаковский район, Красноярский край) — российский легкоатлет, член сборной России по лёгкой атлетике. Мастер спорта России.

## Биография
Лёгкой атлетикой Артём Екимов серьёзно начал заниматься, по собственному признанию, с 15 лет. C 2003 года тренируется в СДЮШОР города Абакана у тренера Владимира Витальевича Волкова.
Екимов окончил училище олимпийского резерва, высшее образование получил заочно в Красноярском аграрном университете.
Спортсмен участвовал в чемпионате мира среди юниоров и двух чемпионатах Европы среди юниоров и молодежи, становился трёхкратным призёром России по кроссу среди молодежи. В 2009 году Артём вошёл в основной состав национальной сборной.
В 2008 году Екимов стал победителем на проходившем в Черногории в Подгорицком марафоне. В следующем году он повторил это достижение, преодолев дистанцию в 21 км 97,5 м за 1 час 7 минут и 36 секунд. В 2010 году спортсмен занял третье место в кипрском полумарафоне, проходившем в городе Лимасол.